# Mont Bello
Mont Bello este un oraș din Republica Congo.